# Bayma Junior
Antonio Rodrigues Bayma Junior, mais conhecido por Bayma Jr (Caxias, MA, 21 de junho de 1945) é um engenheiro, professor e político brasileiro com base no Maranhão.

## Biografia
Filho de Íris Ferro Bayma Pereira e Luiz Gonzaga Bayma Pereira, formou-se Engenheiro Mecânico, pela Escola Nacional de Engenharia da Universidade do Brasil, sediada no Rio de Janeiro, 1969.
Bayma foi também diretor de operações da ELETRONORTE, Diretor Técnico e Diretor-Presidente da CEMAR. 
Foi interventor estadual na prefeitura de Imperatriz em 1973, devido à cassação do mandato do prefeito José do Espírito Santo Xavier e prefeito de São Luís em 1975.
Bayma Jr foi deputado federal na Legislatura de 1983 a 1987. Ausentou-se da votação da Emenda Dante de Oliveira em 1984 que propunha Eleições Diretas para Presidência da República, faltaram vinte e dois votos para a emenda ser aprovada.